# Seconda Tomba del Guerriero

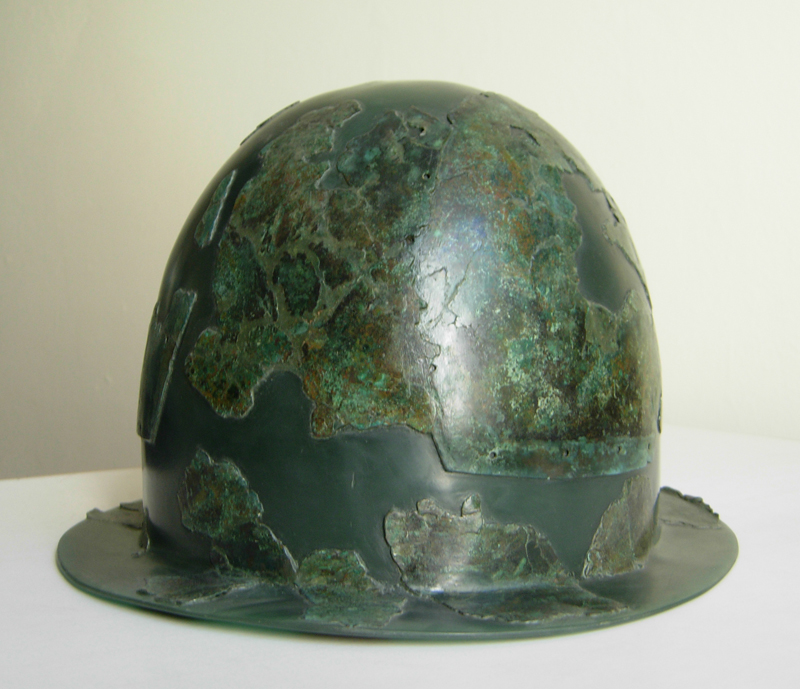
Elmo a calotta

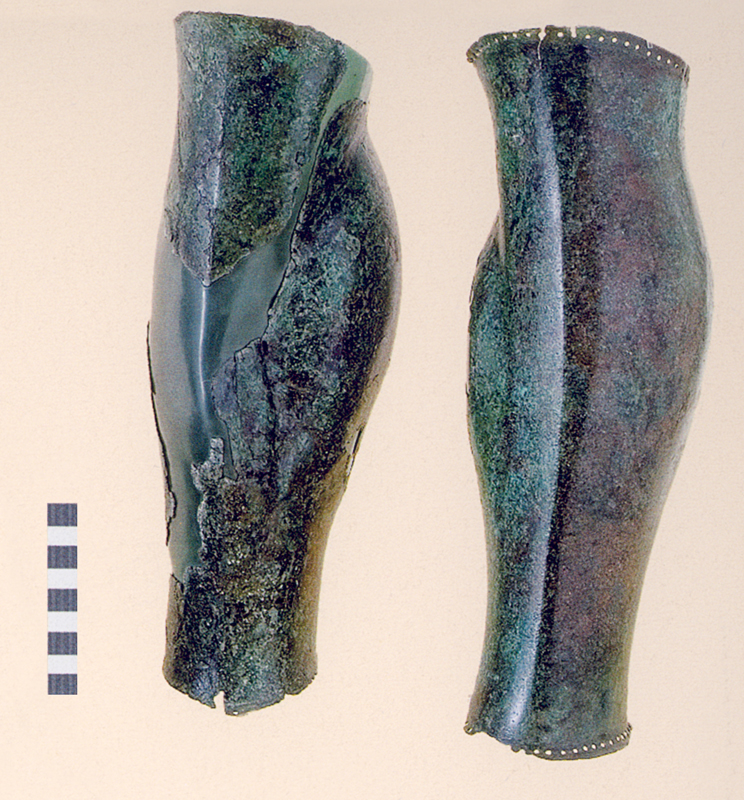
Schinieri avvolgenti

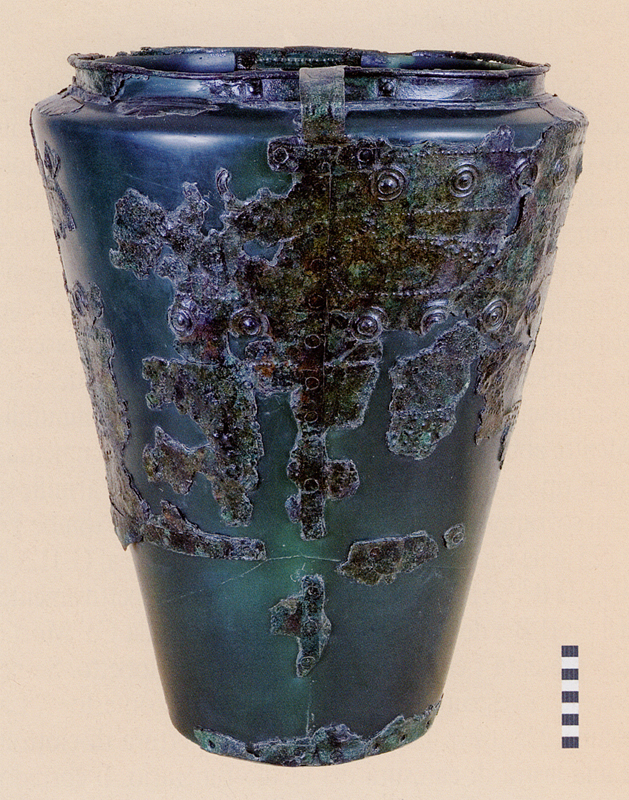
Situla decorata

La cosiddetta Seconda Tomba del Guerriero di Sesto Calende è un corredo funebre risalente al VI secolo a.C. (in particolare al periodo Golasecca II A) e appartenente alla Cultura di Golasecca, una civiltà sviluppatasi durante l'età del ferro nella Lombardia occidentale, nel Piemonte orientale e nel Canton Ticino. Il corredo è conservato presso il Museo civico archeologico di Villa Mirabello a Varese.

## Storia e descrizione
Il corredo fu scoperto nel 1928 nei dintorni di Sesto Calende durante gli scavi per la costruzione della palestra del locale asilo infantile. In quell'occasione furono rinvenute una ventina di coppe in ceramica, fra cui un guttus ornitomorfo (forse un'anatra), un elmo a calotta composta, una punta di lancia, l'impugnatura di una daga ad antenne. Furono inoltre recuperati materiali in lamina bronzea: una situla, probabilmente di produzione locale, alta 57 cm e decorata a punti e borchiette a sbalzo con scene di sacrificio e giochi funebri, e una coppia schinieri anatomici di tipo greco arcaico. Si rinvennero anche vari frammenti di un carro a due ruote, fra cui spiccano due cerchioni in ferro, parti delle coperture bronzee dei mozzi e rivestimenti del parapetto, oltre a morsi e ganci per le redini di due cavalli. Un elemento notevolissimo del corredo è rappresentato infine da un carrettino cultuale a quattro ruote, in bronzo fuso e laminato, decorato a punti e borchiette. Il guerriero, vista la ricchezza di questo corredo, era molto probabilmente di rango sociale estremamente elevato: non è inverosimile che intercorrano legami di parentela o di tipo sociale e politico tra l'individuo sepolto in questa tomba e l'individuo sepolto, circa una generazione prima, nella cosiddetta Prima Tomba di Guerriero. 